# Yimenosaurus
Yimenosaurus („ještěr z oblasti I-men“) byl rod prosauropodního dinosaura, žijícího v období spodní jury (asi před 190 miliony let) na území dnešní jihozápadní Číny (provincie Jün-nan). Formálně byl popsán roku 1990.

## Popis
Fosilní materiál představuje několik poměrně kompletně dochovaných exemplářů, holotyp nese označení YXV 8701. Podle odhadů dosahoval délky kolem 7 metrů a hmotnosti v řádu stovek kilogramů. Podle jiného odhadu dosahoval délky 9 metrů a hmotnosti 2 tun.